# Melissodes
Melissodes är ett släkte av bin. Melissodes ingår i familjen långtungebin.

## Bildgalleri

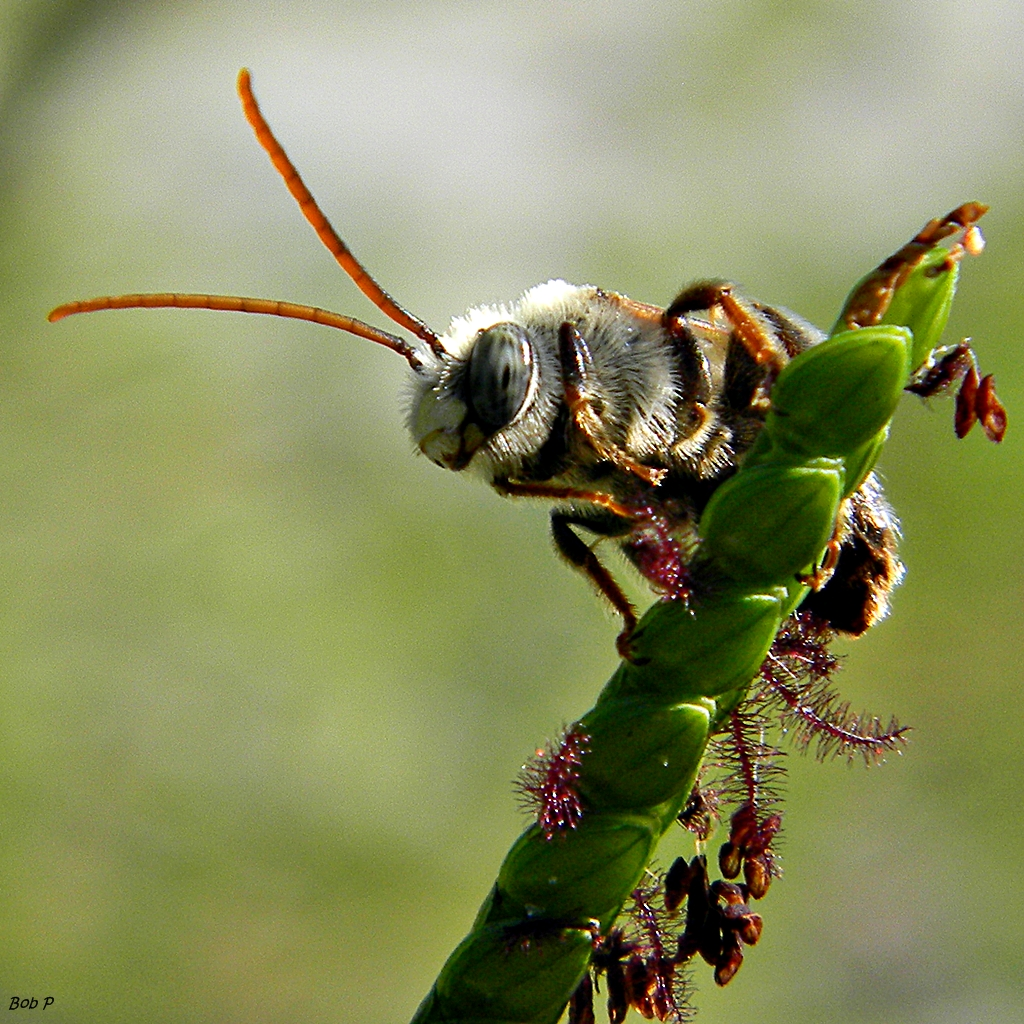

## Dottertaxa tillMelissodes, i alfabetisk ordning[1]
- Melissodes ablusa
- Melissodes agilis
- Melissodes americana
- Melissodes apicata
- Melissodes appressa
- Melissodes baileyi
- Melissodes bicolorata
- Melissodes bidentis
- Melissodes bimaculata
- Melissodes bimatris
- Melissodes blanda
- Melissodes boltoniae
- Melissodes brevipyga
- Melissodes bruneri
- Melissodes cerussata
- Melissodes cestus
- Melissodes clarkiae
- Melissodes colliciata
- Melissodes coloradensis
- Melissodes comata
- Melissodes communis
- Melissodes composita
- Melissodes comptoides
- Melissodes confusa
- Melissodes coreopsis
- Melissodes crocina
- Melissodes cubensis
- Melissodes dagosa
- Melissodes denticulata
- Melissodes dentiventris
- Melissodes desponsa
- Melissodes druriella
- Melissodes ecuadoria
- Melissodes elegans
- Melissodes excurrens
- Melissodes exilis
- Melissodes expolita
- Melissodes fasciatella
- Melissodes fimbriata
- Melissodes flexa
- Melissodes floris
- Melissodes foxi
- Melissodes fumosa
- Melissodes gelida
- Melissodes gilensis
- Melissodes glenwoodensis
- Melissodes grindeliae
- Melissodes haitiensis
- Melissodes humilior
- Melissodes hurdi
- Melissodes hymenoxidis
- Melissodes illata
- Melissodes interrupta
- Melissodes intorta
- Melissodes labiatarum
- Melissodes leprieuri
- Melissodes limbus
- Melissodes lupina
- Melissodes lustra
- Melissodes lutulenta
- Melissodes maesta
- Melissodes manipularis
- Melissodes martinicensis
- Melissodes melanura
- Melissodes menuachus
- Melissodes metenua
- Melissodes micheneri
- Melissodes microsticta
- Melissodes mimica
- Melissodes minuscula
- Melissodes mitchelli
- Melissodes monoensis
- Melissodes montana
- Melissodes moorei
- Melissodes morrilli
- Melissodes negligenda
- Melissodes nigracauda
- Melissodes nigroaenea
- Melissodes nivea
- Melissodes ochraea
- Melissodes opuntiella
- Melissodes pallidisignata
- Melissodes panamensis
- Melissodes paroselae
- Melissodes paucipuncta
- Melissodes paulula
- Melissodes pennsylvanica
- Melissodes perlusa
- Melissodes perpolita
- Melissodes persimilis
- Melissodes personatella
- Melissodes pexa
- Melissodes philadelphica
- Melissodes pilleata
- Melissodes plumosa
- Melissodes pullata
- Melissodes pullatella
- Melissodes raphaelis
- Melissodes relucens
- Melissodes rivalis
- Melissodes robustior
- Melissodes rufipes
- Melissodes rufodentata
- Melissodes saponellus
- Melissodes scotti
- Melissodes semilupina
- Melissodes sexcincta
- Melissodes snowii
- Melissodes sonorensis
- Melissodes sphaeralceae
- Melissodes stearnsi
- Melissodes subagilis
- Melissodes subillata
- Melissodes submenuacha
- Melissodes tepaneca
- Melissodes tepida
- Melissodes terminata
- Melissodes tescorum
- Melissodes tessellata
- Melissodes thelypodii
- Melissodes tibialis
- Melissodes tincta
- Melissodes tintinnans
- Melissodes tribas
- Melissodes trifasciata
- Melissodes trinodis
- Melissodes tristis
- Melissodes tuckeri
- Melissodes utahensis
- Melissodes velutina
- Melissodes verbesinarum
- Melissodes vernalis
- Melissodes vernoniae
- Melissodes wheeleri